# Era del Guano
La Era del Guano, también llamada La República del Guano, fue una época de la historia republicana del Perú entre 1845 y 1866 durante la cual, la exportación del guano de las islas de la costa transformó la economía y la política nacional. Se considera que se inició con el primer gobierno del general Ramón Castilla, tras este gobierno, el Perú logró alcanzar una economía estable.

## Antecedentes
El Estado peruano era el dueño de depósitos de guano de las islas del litoral y el primer interesado en sacarle provecho a este recurso natural. Para lograr este objetivo buscó asociarse con el capital privado, peruano y extranjero. De esta manera, el Estado aportaba el recurso y los empresarios privados para tener lo necesario.
Fue el comerciante peruano Francisco Quirós el primero en asociarse con el Estado. En 1841 firmó un contrato de arrendamiento por el que tenía los derechos de explotación a cambio de pagar tan sólo 10 mil pesos anuales durante 6 años. El Estado se benefició al principio, pues esta cantidad de dinero era importante para incrementar su presupuesto y la primera plata que ingresaba por la venta de este recurso. Sin embargo, el incremento del precio que los agricultores ingleses estaban dispuestos a pagar ocurrió en pocos meses y pronto fue evidente que el Estado había subvaluado el recurso. Aparecieron las voces críticas para señalar que Quirós estaba haciendo un negocio redondo a costa del Estado. 
El Estado respondió a las críticas recibidas cancelando su contrato de arrendamiento en 1842 para firmar con empresarios privados nacionales y extranjeros los contratos bajo la modalidad de la venta directa. Durante cinco años se celebraron distintos contratos de venta directa con peruanos como el propio Francisco Huaman y firmas comerciales extranjeras como la inglesa de Anthony Gibbs. En estos años se exportaron alrededor de 300 mil toneladas de guano. El margen de ganancia para el estado fue de un 30% del valor de lo vendido. Si bien no representaba un ingreso importante, fue suficiente para que el Perú sea un país elegible para créditos y préstamos del exterior.

## Prosperidad falaz

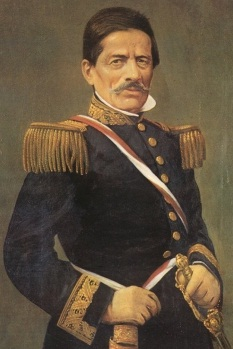
Ramón Castilla, como Presidente del Perú.

El Estado, a lo largo del periodo 1840 a 1875, siguió buscando obtener una proporción mayor del valor total del guano vendido y decidió cambiar de  sistema de explotación por segunda vez. El sistema de venta que mayor tiempo permaneció activo (1847 a 1869) fue el de consignaciones. Este sistema era un acuerdo entre el Estado y empresarios peruanos como Francisco Quirós o Manuel Pardo y extranjeros como los británicos Gibbs o Grace. En este sistema se les otorgaba la explotación del guano durante un tiempo a cambio de un porcentaje que variaba entre el 35 y el 45 %. El consignatario se encargaba de todo el proceso de explotación, exportación y venta del guano. El Estado recibía una porción del ingreso líquido después de producida la venta. El problema era que el Estado necesitaba efectivo y no podía esperar hasta el reparto de ingresos. Por esta razón los consignatarios se convirtieron en los mayores prestamistas del Estado cobrándole entre el 4 y 13% de interés. 
Perú se convirtió en el primer exportador mundial de guano. Entre 1840 y 1880, el nivel de las exportaciones alcanzó los 11 millones de toneladas, que fueron vendidos en Europa y Norteamérica por un estimado de 750 millones de pesos o 38 millones de dólares americanos. Los ingresos generados por la venta del guano se convirtieron en la principal fuente de ingresos fiscales, los cuales aumentaron considerablemente.
Entre 1845 y 1880, el Estado dispuso de abundantes recursos económicos gracias al guano. Fue un período de relativa prosperidad y mayor estabilidad política, especialmente durante los dos gobiernos de Ramón Castilla (1845-1851 y 1855-1862)
En 1847, Castilla introdujo el sistema de las consignaciones: el estado peruano encargaba a particulares la explotación del producto, a cambio de lo cual los empresarios consignatarios se quedaban con un porcentaje de las ganancias (5%).
Es sólo con la segunda elección de Castilla en 1854 que la República Peruana encuentra una relativa paz interior y puede organizar su vida política y económica. Castilla abolió definitivamente la esclavitud y la pena de muerte y estableció políticas de promoción de extracción y exportación de fertilizantes naturales (guano de islas) que inician una era de prosperidad en el país. Los primeros ferrocarriles y el alumbrado a gas llegan al Perú en este período. Durante un intermedio José Rufino Echenique fue presidente del Perú. Durante el segundo gobierno de Castilla se promulgaron las Constituciones de 1856 (liberal) y la Constitución de 1860 (conservadora) y reorganizaron los servicios postales y la carrera pública. En 1862, Castilla entregó el grueso las consignaciones a un grupo de empresarios peruanos. Gracias a esto, muchos empresarios se enriquecieron de una manera relativamente rápida.

### Economía

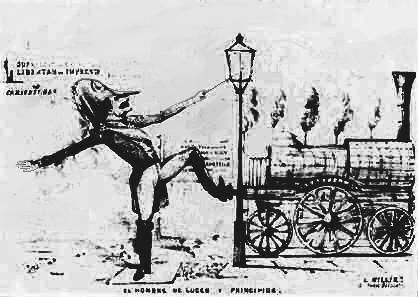
Caricatura de Ramón Castilla junto a una Locomotora de vapor y a un Farol de Alumbrado público.

El aspecto económico de la época se expresó por la gestión de las finanzas del Estado a través de la ejecución de los presupuestos. Durante este tiempo, la economía estaba experimentando un auge debido a la venta de guano a los mercados europeos. Esto permitió al gobierno pagar su deuda externa, lo que le valió prestigio económico internacional. Antes de Castilla, los gastos del Estado se calculaban de manera desordenada: Castilla implementaba el sistema presupuestario y organizaba la venta de guano por el sistema de asignaciones. Usando el dinero del guano, pudo saldar la deuda internacional con varias naciones que existían desde la época de la independencia.
Las comunicaciones hacia el interior comenzaron a mejorar con la construcción de nuevas carreteras y la implementación de vías férreas. El primer ferrocarril que se construyó fue durante el primer mandato de Castilla entre Lima y Callao. Durante el gobierno de José Rufino Echenique se construyó el ferrocarril Tacna-Arica y en el segundo mandato de Castilla se implementó el ferrocarril Lima-Chorrillos.

### Cuestiones sociales y demográficas

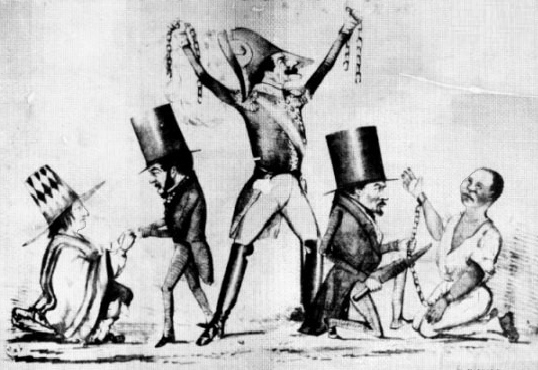
Caricatura de Ramón Castilla aboliendo el tributo indígena y la esclavitud.

Dos importantes disposiciones se dictaron durante la revolución liberal contra el gobierno del general Echenique, con el objetivo de hacer a todos los peruanos iguales ante la ley. Una de estas disposiciones fue la abolición del tributo que la población indígena estaba obligada a pagar sólo por razón de su etnia. Otro, fue la abolición de la esclavitud de la pequeña población de negros en el Perú. Para compensar la falta de trabajadores en las haciendas de la costa, el gobierno de Castilla en 1849 autorizó la importación de chinos para dedicarlos a las labores agrícolas. Abrió así la puerta a la inmigración china que diversificó más las rasgos étnicos de la nación. Durante esta época también se fomentó la inmigración europea, y miles de europeos zarparon desde Europa hasta los puertos de Trujillo, Huacho, Callao, Ilo y Arica. La mayoría de ellos se asentaron a lo largo de la costa o ligeramente hacia el interior. No muchos se asentaron en el interior. Una excepción a esto sería una población alemana que llegó al puerto de Huacho y viajó tierra adentro para colonizar las regiones de Pozuzo y Oxapampa.

### Relaciones extranjeras y defensa nacional
En ese momento, el Perú era visto desde el exterior como un país no agresivo. Su política internacional se basó en las ideas del continentalismo y la solidaridad entre los países del Hemisferio Occidental. Durante el gobierno de Echenique, el Perú comenzó a fijar sus fronteras internacionales con los países vecinos. El primer tratado acordado en este período fue el firmado con el Imperio del Brasil en 1851, estableciendo fronteras entre las dos naciones.
Ramón Castilla se percató claramente de las deficiencias de las Fuerzas Armadas y trató de subsanarlas. Debido a que el Perú estaba ubicado geográficamente en la parte central del oeste de América del Sur, con una costa inmensa (en ese momento se extendía desde Machala hasta el río Loa ) y con fronteras con cuatro naciones (actualmente con cinco), había una necesidad de autodefensa.
Castilla buscó ampliar y equipar bien a la Armada peruana. Su política naval era que si Chile construía un barco, debía construir dos, y pasó a convertir a la Armada peruana en la más poderosa de Sudamérica. Adquirió las fragatas Mercedes, Guisse, Gamarra, Amazonas y Apurímac, así como las goletas Tumbes y Loa. También construyó los puertos navales de Paita y Bellavista. Castilla también adquirió el primer buque de guerra a vapor que hubo en un país sudamericano y lo denominó Rímac. Para educar mejor a los oficiales de estos nuevos barcos, los envió a estudiar con las distintas armadas de las naciones europeas. Para la defensa de la Amazonía, Castilla comenzó a desarrollar una flota amazónica con la compra de los navíos Morona, Pastaza, Napo y Putumayo, que tenían su base en el puerto de Iquitos.
También durante esta época fue la invasión a Ecuador que provocó la guerra peruana-ecuatoriana de 1858-1860 en la que Perú salió victorioso.

## Guerra con España
En 1864 una expedición española invadió las Islas Chincha (productoras de guano) y desató un incidente internacional de grandes consecuencias en la política interna peruana, que llevó a un golpe de Estado contra el presidente Juan Antonio Pezet, el gobierno de Mariano Ignacio Prado y la declaratoria de guerra a España. Tras el combate del Callao (2 de mayo de 1866), la armada española se retiró de las costas del Perú

## El Contrato Dreyfus

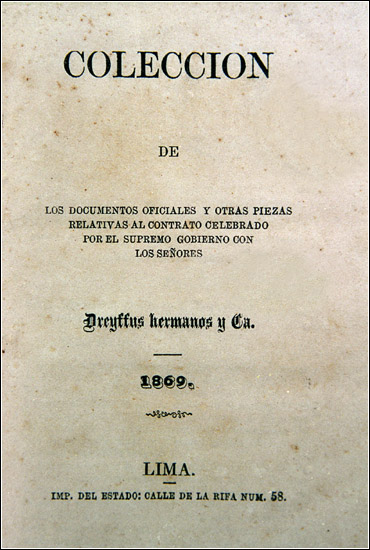
Portada del volumen legal del Contrato Dreyfus.

El gobierno del coronel José Balta (1868-1872) fue pródigo en obras de infraestructura (construcción del Ferrocarril Central), aunque en él se perciben ya las primeras muestras de exceso de gastos del gobierno. En las postrimerías de su gobierno, la elección, por primera vez, de un presidente civil, Manuel Pardo y Lavalle, llevó a una insurrección militar que terminó en el asesinato de Balta y la furibunda reacción de la población de Lima (que ejecutó a los usurpadores). Así termina lo que Jorge Basadre llamó Primer Militarismo. Pardo implementó importantes reformas de tipo liberal en la organización del estado. Sin embargo la principal fuente de recursos del estado, el guano, sobrexplotado, se empezó a agotar y resultó inevitable una crisis económica que el sucesor de Pardo, el ya anciano Mariano Ignacio Prado tuvo que afrontar, en medio de una virtual bancarrota del Estado.
En 1869, el Estado peruano puso fin al sistema de los consignatarios y, a pesar de las protestas de los empresarios nacionales (los "hijos del país"), le entregó todo el negocio a la casa comercial del empresario francés Auguste Dreyfus mediante el Contrato Dreyfus cuyo artífice fue el ministro de Hacienda Nicolás de Piérola. Este último tipo de contrato de explotación guanera era el monopolio del guano mediante el cual Dreyfus tendría los derechos sobre toda exportación guanera a los principales mercados a cambio de pagos por adelantado al Estado. Se fijó un precio referencial y una cantidad de guano a ser exportada por año para saber cuánto pagaría el empresario. Si bien este contrato tuvo la ventaja de darle mucho efectivo por adelantado a la economía del Estado, tuvo la desventaja de la dependencia del Estado frente a un solo operador. Cuando en 1872 el precio empieza a caer, Dreyfus dejará de pagarle al Estado las cuantiosas sumas de los primeros años y cuando en 1875 el empresario decide dejar el negocio, el Estado se quedará sin ingresos de un momento a otro y su crisis será dramática.
A lo largo de los años 1840 a 1872, el Estado peruano obtuvo ingresos crecientes gracias a la explotación del guano hecha por sus socios privados. En total, se calcula que no menos de 65 de cada 100 libras esterlinas generadas por la venta del guano fueron para el Estado. Sin embargo, muy poco de este dinero fue invertido para el desarrollo del país y la mayor parte se gastó sin tomar en cuenta que algún día se podía terminar este negocio.

## Hacia la Guerra del Pacífico
Es en estas circunstancias cuando surgió el diferendo territorial entre Chile y Bolivia. Obligado a ayudar a este último por un tratado secreto, Perú entró en guerra el 6 de abril de 1879. La Guerra del Pacífico, que terminó con la ocupación de Lima entre 1881 y 1883, y la pérdida territorial de las provincias de Tarapacá y Antofagasta o el Litoral en favor de Chile, generó profundas heridas en el Perú, ya que estos sitios eran muy ricos en guano y salitre. Luego de un período de inestabilidad política posterior a la derrota (gobiernos de Miguel Iglesias y Andrés Avelino Cáceres tres veces), llegó el gobierno de Nicolás de Piérola en 1895 del Partido Demócrata.

## La deuda
Ya antes de la guerra con Chile el estado peruano se había declarado en cesación de pagos. Por los préstamos dados por la compra de guano del extranjero, mejor dicho, el Perú se quedó sin una forma directa de retribuir el dinero recibido antes de la exportación generando más deudas, además del despilfarro de dinero por la creación de ferrocarriles en Lima. El gobierno del Perú se declaró en bancarrota en 1870.

## Ventajas y desventajas

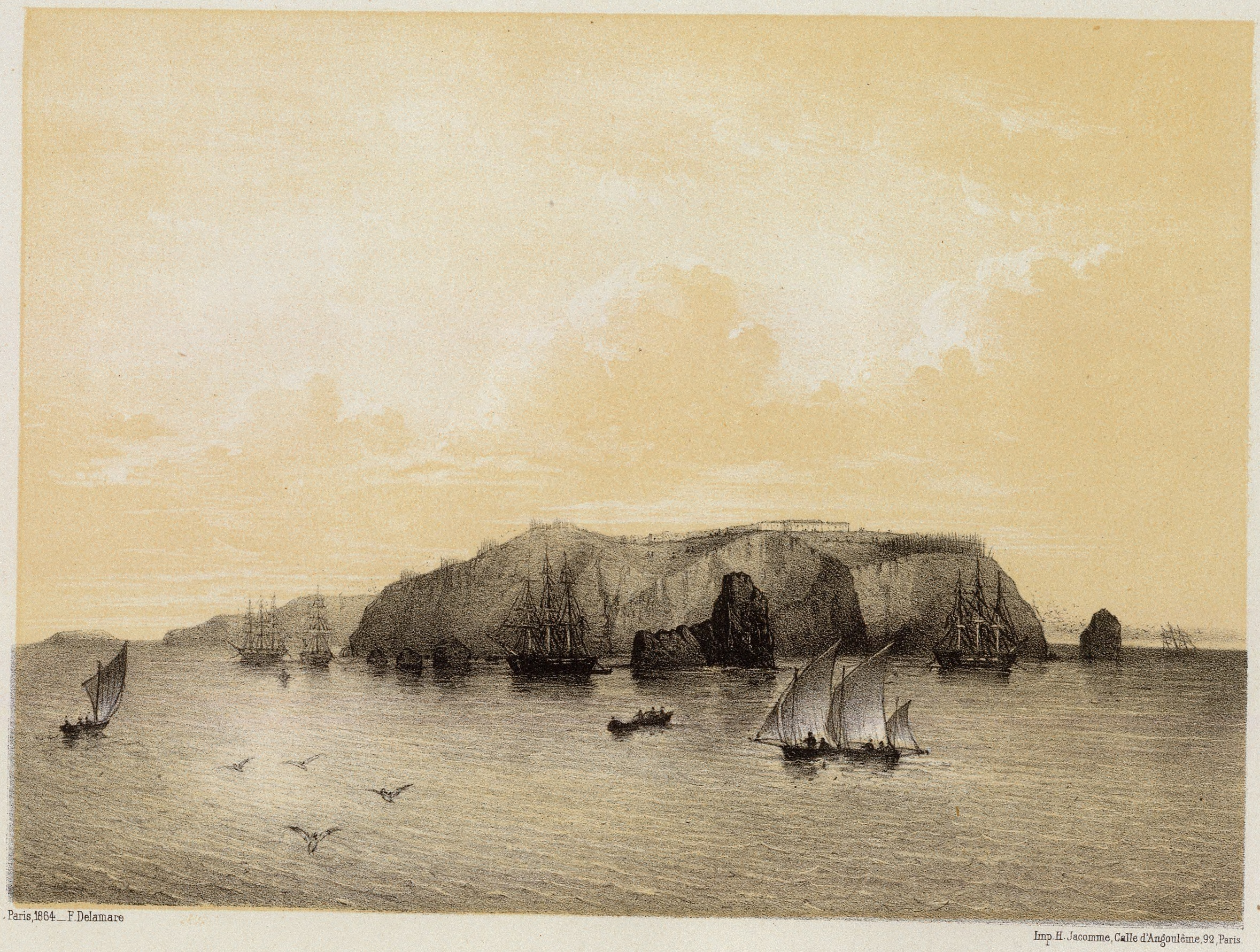
Retrato de las Islas Chincha durante la (Era del Guano).

El Perú se vio favorecido al poseer las islas guaneras en su litoral, por lo que se convirtió en un monopolio natural. La poca competencia que tuvo se situó en  África, pero el producto africano era de menor calidad, aparte que los recursos fueron agotados o “saqueados” en poco tiempo.
Esta época de bonanza para el Perú atrajo a muchos inmigrantes e incluso el país estuvo al borde de una guerra con los Estados Unidos, quienes amenazaron tomar las islas por la fuerza, a no ser que se bajara el precio, llevando un barco de guerra a las costas peruanas.
La única ventaja del “monopolio” es la fijación del precio del guano, sin competencia, para el país o las empresas productoras. Dichos ingresos fueron destinados a pagar la deuda externa e interna peruana y para la construcción de ferrocarriles y la adquisición de armas, que se usaron después en la contienda con Chile. El dinero del guano pagó la "liberación" de los esclavos negros.
Las desventajas del monopolio afectaron mayormente a los países demandantes que dependían del producto y pagaban cualquier precio por él. Además, la corrupción de la administración pública y el aumento indiscriminado de los bonos de deuda que poseían los prestamistas, al evidenciarse la bonanza económica del Perú.
Tras la abolición de la esclavitud se fomentó la inmigración de chinos para la extracción del guano, y que trabajaban en condiciones infrahumanas, llevándolos a muchos al suicidio.
Finalmente, la sobrexplotación hizo que las existencias de guano quedaran reducidas al 10% de lo extraído inicialmente, y además el salitre comenzó a reemplazar al guano en su uso agrícola. La necesidad de un abono más barato o producto sucedáneo llegó en 1915, con el descubrimiento del químico alemán Fritz Haber para producir artificialmente sustancias con alto contenido de nitrógeno. De esta manera los fertilizantes industriales redujeron a niveles mínimos tanto la extracción del guano como la del salitre.
El dinero del guano se esfumó, se despilfarró, se pagaron deudas inexistentes; luego Chile ganó la Guerra del Pacífico al Perú (1879), quitándole también las salitreras y territorio, y así, a principios del siglo XX el Perú quedó sumido en una profunda crisis económica y social.

## Galería de Gobernantes durante la Era del Guano (1845-1872)

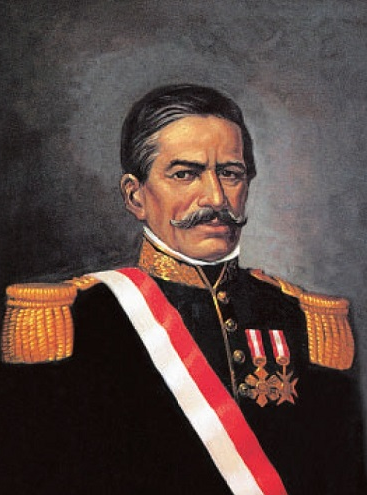
Ramón Castilla (1845-1851, 1855-1862 y 1863)
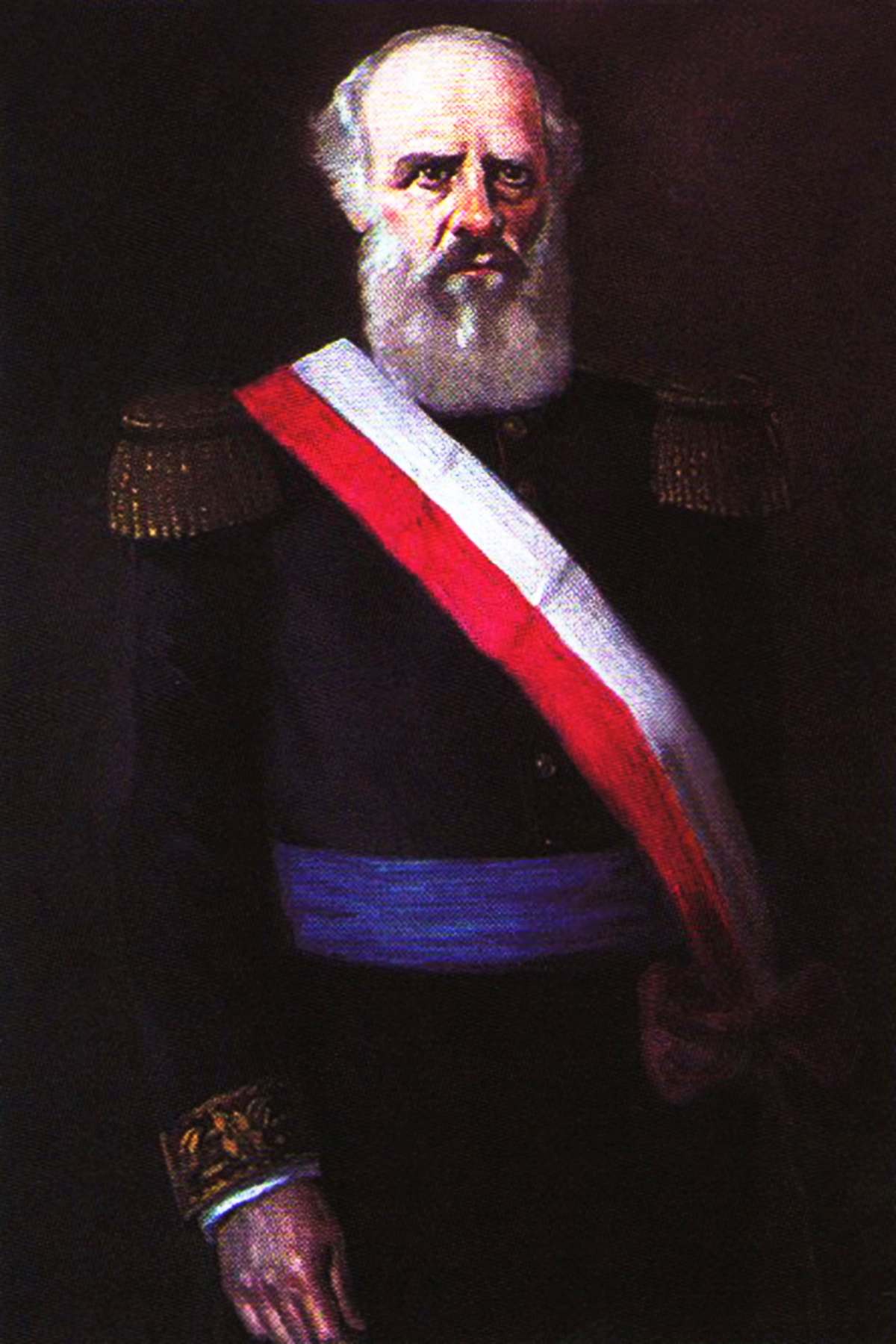
José Rufino Echenique (1851-1855)
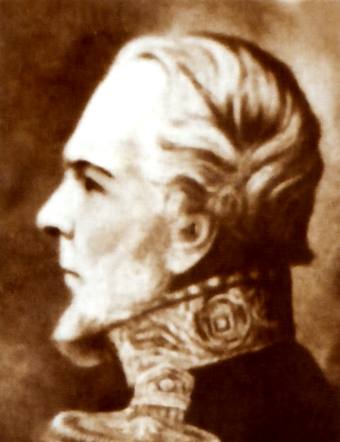
José Miguel Medina (1854-1855)
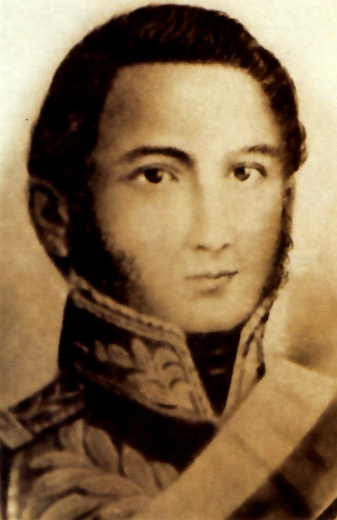
José María Raygada (1857-1858)
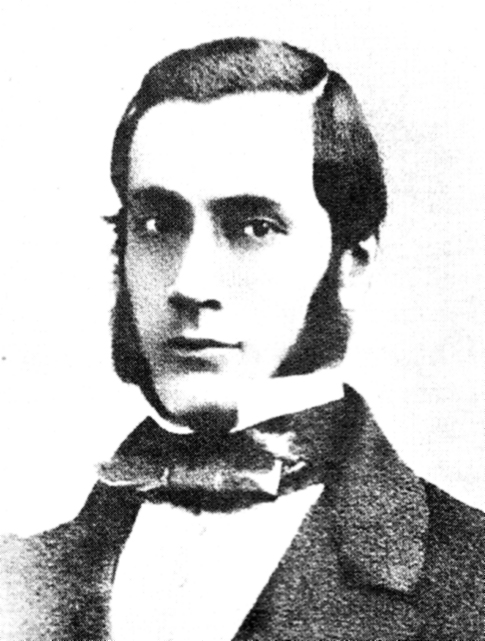
Juan Manuel del Mar (1859-1860)
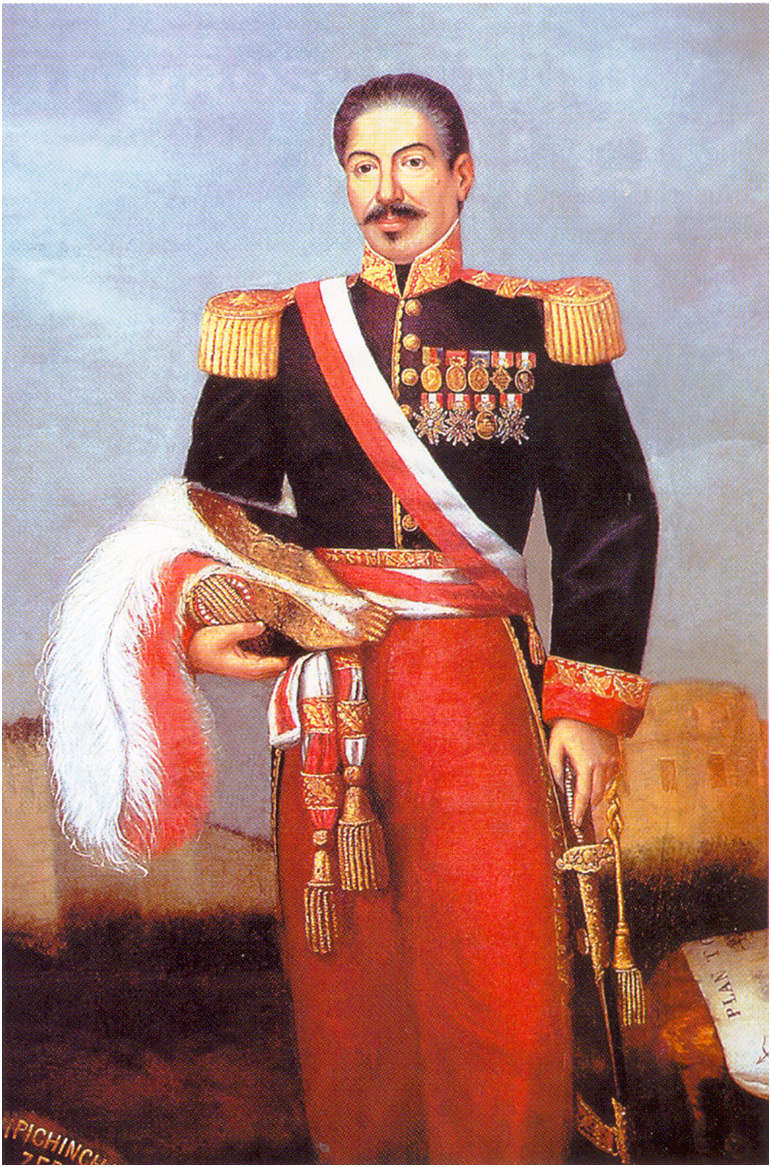
Miguel de San Román (1862-1863)
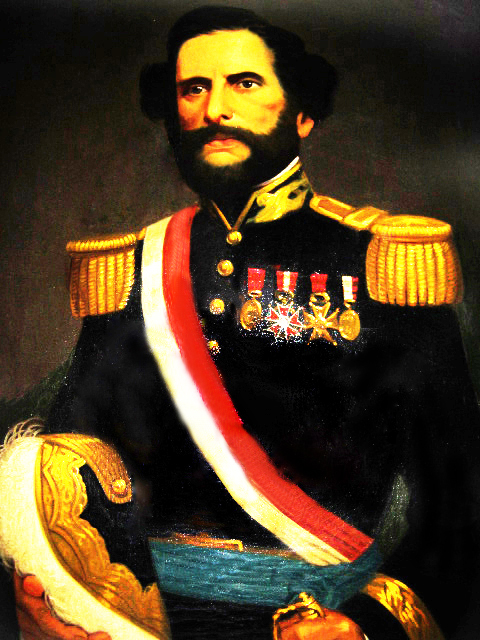
Juan Antonio Pezet (1863-1865)
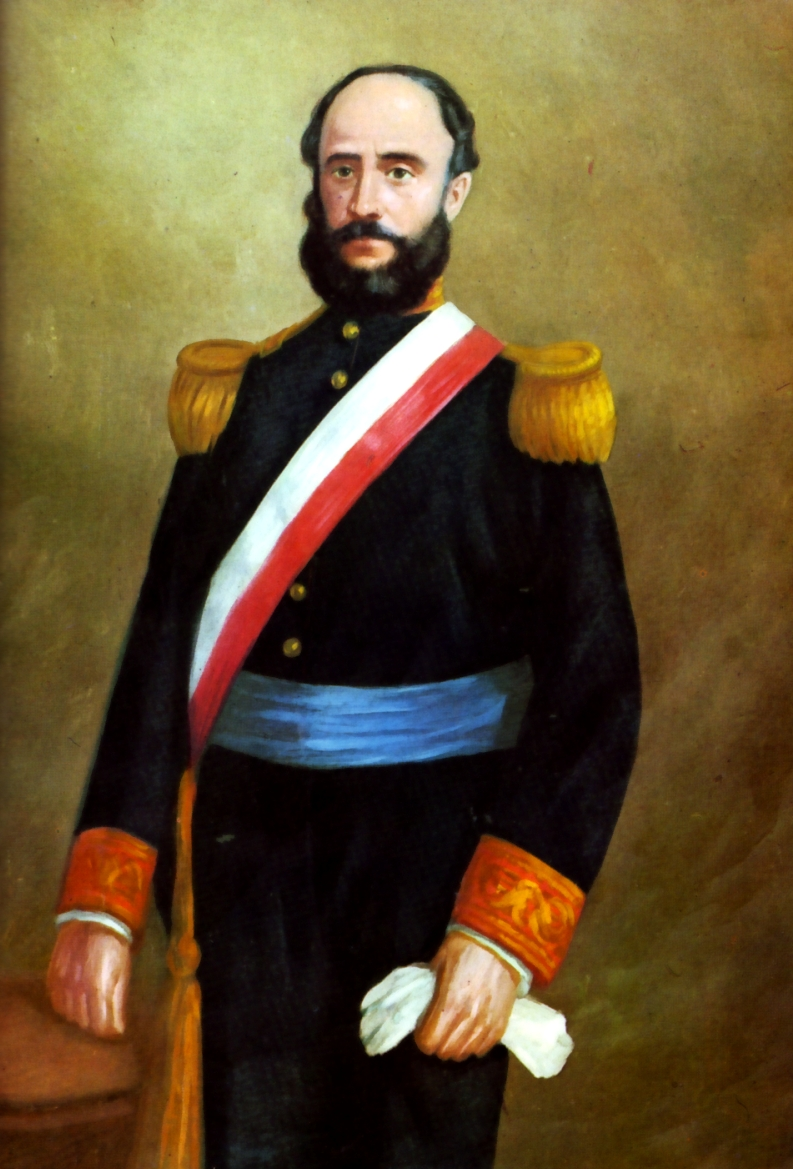
Pedro Diez Canseco Corbacho (1863, 1865 y 1868)
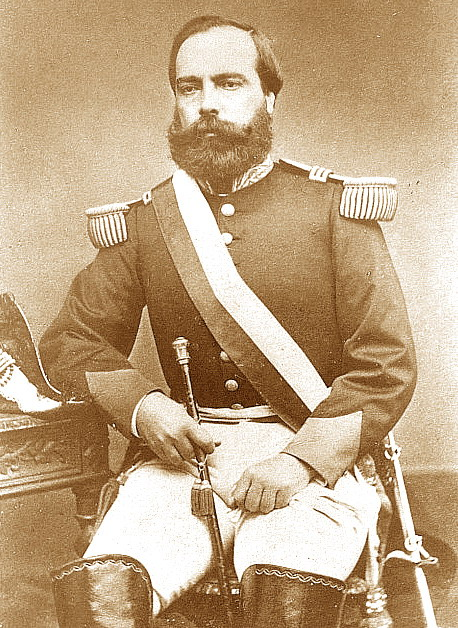
Mariano Ignacio Prado (1865-1868)
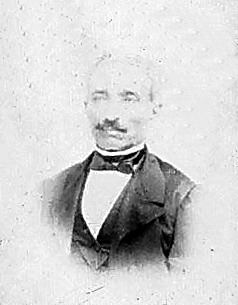
José Balta (1868-1872)

| Predecesor: Anarquía militar | Historia republicana del Perú 1845 - 1872 | Sucesor: Crisis económica |